# Generaal-Majoor Brugmankazerne
De Generaal-Majoor Brugmankazerne is een kazerne van de Nederlandse Krijgsmacht aan de Haskeruitgang in Heerenveen. De kazerne wordt gebruikt als het militair geneeskundig logistieke centrum (MGLC) voor Defensie.